# 雷姆鎮區 (北達科他州鮑曼縣)
雷姆鎮區（英語：Rhame Township）是位於美國北達科他州鮑曼縣的一個鎮區。

## 地方資料
雷姆鎮區的面積為75.55平方千米，當中陸地面積為75.25平方千米，而水域面積為0.30平方千米。根據2010年美國人口普查的數據，當地共有人口27人，而人口密度為每平方千米0.36人。